# Mike Shinoda
Michael Kenji "Mike" Shinoda (rođen 11. veljače 1977.) poznati je američki glazbenik i producent. Poznat je po tome što je član grupe Linkin Park i po svojem hip hop solo projektu Fort Minor.

## Životopis

### Početak
Mike Shinoda je rođen u Los Angelesu u predgrađu Agoura. Otac mu je japanski Amerikanac, a majka mu je Europljanka. Mike ima mlađeg brata koji se rodio 1979. godine i zove se Jason, kojeg Mike zove "Jay".
Njegovo izlaganje glazbenom biznisu je započelo dok je još bio u srednjoj i visokoj školi, kada je prisustvovao koncertu Anthraxa i Public Enemyja. Nakon toga je počeo ići na sate klavira, učiti klasične pijanističke tehnike te je kasnije prešao na jazz i hip hop. Bilo je to tijekom tvorbenog perioda kada je dodao gitaru i na kraju rap-style vokale svojem repertoaru.
U svojim tinejdžerskim godinama Shinodin glazbeni interes našao je izvor ohrabrenja u prijatelju Bradu Delsonu, s kojim je započeo svirati i snimati glazbu u privremenom studiju koji je bio napravljen u njegovoj spavaćoj sobi. Mike Shinoda i gitarist Brad Delson diplomirali su u Srednjoj školi u Agoriji u Los Angelesu predgrađu Agoura Hills, kao i članovi grupe Hoobastank. Poslije srednje škole, bubnjar Rob Bourdon se priključio njihovom pothvatu. Trio je osnovao sastav pod nazivom Xero, i počeli su se mnogo ozbiljnije baviti glazbom.
Nakon srednje škole, Mike je upisao Art Center College of Design. Stekao je poznantsvo s DJ-em Joeom Hahnom, koji se zajedno s Delsonovim cimerom Phoenixom, priključio sastavu Xero. Shinoda je diplomirao u Art College-u te si osigurao posao grafičkog dizajnera. Sa svojim iskustvom grafičkog dizajnera Mike Shinoda je zajedno s Joeom Hahnom počeo raditi slike i naslovnice za Linkin Park, i napravili su naslovnicu za album 2000 Fold od Styles of Beyond.

### Linkin Park
Prije nego što je diplomirao, u njegovim zadnjim godinama studiranja (godine 1999.), sastav (koji se tada zvao Hybrid Theory) dovodi novog, drugog vokalista, Chestera Benningtona. Jedini EP (Hybrid Theory) koji je sadržavao šest pjesama bio bi izdan pod novim imenom, no morali su promijeniti ime, pa su se nazvali Lincoln Park. Pošto je domena "lincolnpark.com" bila već zauzeta, ime su promijenili u Linkin Park. Warner Bros. Records je odlučio mladi sastav staviti u listu svojih izvođača. Prvo "voće" te zajednice je bilo negdje krajem 2000. godine kada su izdali album Hybrid Theory, čiju je omotnicu (tj. naslovnicu) dizajnirao Mike Shinoda. Sastav se popeo na vrh glazbenih ljestvica i popularizirao nu metal žanr.
Od samog početka Mike Shinoda se počeo uključivati u tehničke izglede sastava, i nakon kasnijih izdanja to svojstvo se nastavilo širiti. Njegovo svojstvo se razvijalo, kod drugog albuma Meteore (2003.) se vidjelo da je preuzeo na neki način ulogu gitarista (ritam gitara).
Nakon izdanja Linkin Parkovog i Jay Z-jevog mash-up albuma Collision Course 2004. godine, imao je ruke u svakom aspektu izdanja, od nastupanja i produciranja do miksanja glazbe i grafičkog dizajna. Radio je u izvođenju i remiksanju glazbe različitih izvođača, kao što su X-Ecutioners, Handsome Boy Modeling School, pa čak je i s Depeche Modeom surađivao jedno vrijeme.
Na trećem albumu Linkin Parka (Minutes to Midnight) Mike je zadržao ulogu gitarista. Mike se svojim pjevanjem pojavljuje u tri pjesme ("Bleed It Out", "Hands Held High" i "In Between").

### Fort Minor
Shinoda je 2005. odlučio izdati album svojeg solo projekta Fort Minor. Nazvao ga je The Rising Tied, a izašao je za izdavačku kuću Machine Shop. Iako ga je Shinoda cijelog producirao, The Rising Tied plod je mnogobrojnih važnih suradnji. Za početak, tu je Jay Z, koproducent, koji je pomagao u kreiranju albuma.